# Pierre Maddaloni
Pierre Maddaloni, né le 23 juin 1941, est un rameur d'aviron français.

## Palmarès

### Championnats du monde
- 1962 à Lucerne
  -  Médaille d'argent en quatre avec barreur[2]